# Prigorie cu coadă de rândunică
Prigoria cu coadă de rândunică (Merops hirundineus) este o pasăre din familia prigoriilor Meropidae. Se înmulțește în pădurile de savană din Africa subsahariană. Este parțial migratoare, deplasându-se în funcție de regimul precipitațiilor. Este o specie care preferă zonele ceva mai împădurite decât majoritatea prigoriilor.
Se hrănește predominant cu insecte, în special albine și viespi. Cuibărește în perechi sau în colonii foarte mici pe maluri nisipoase sau pe terenuri plate. Ei fac un tunel relativ lung în care sunt depuse 2 până la 4 ouă sferice, albe. De asemenea, se hrănesc și se adăpostesc în comun.

## Galerie

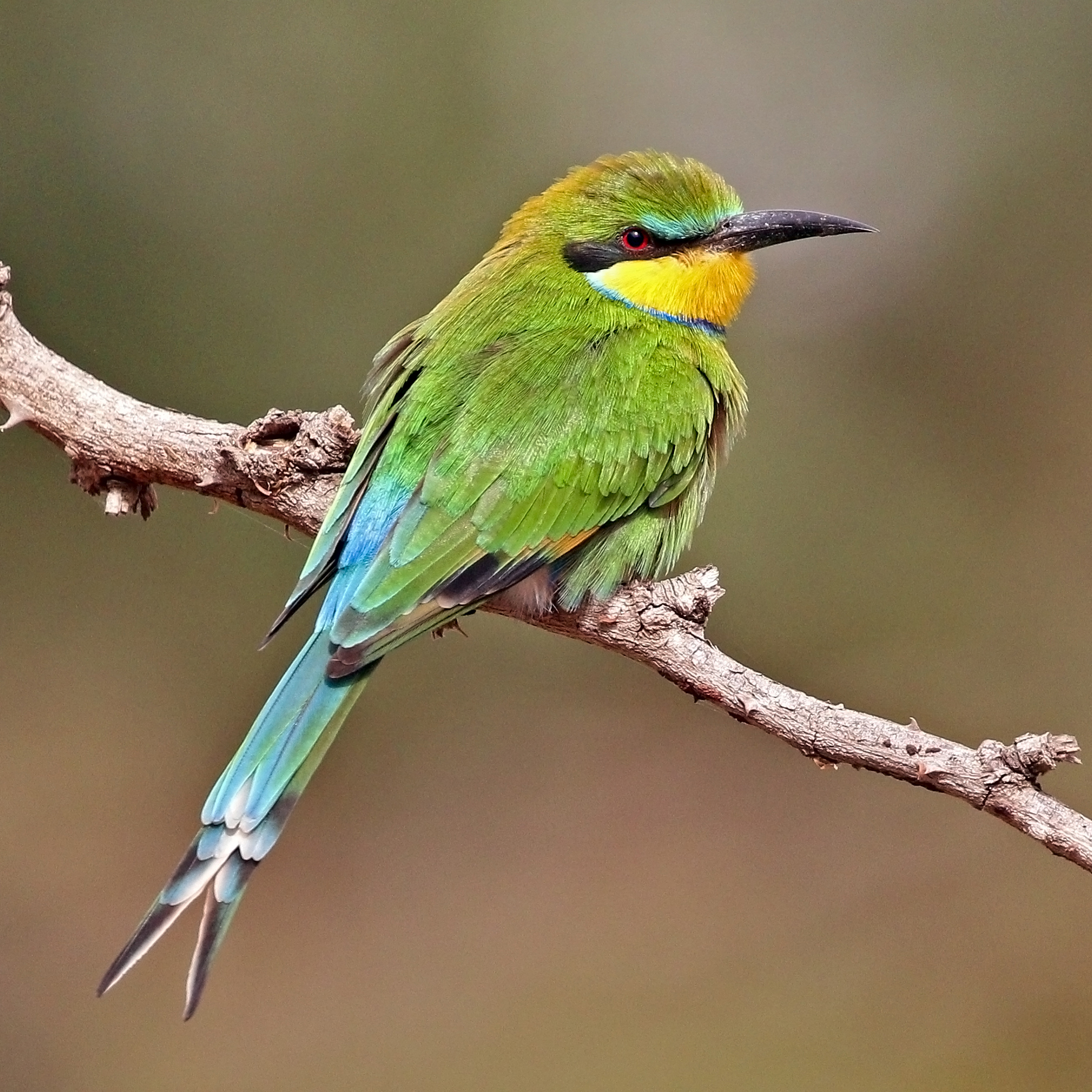
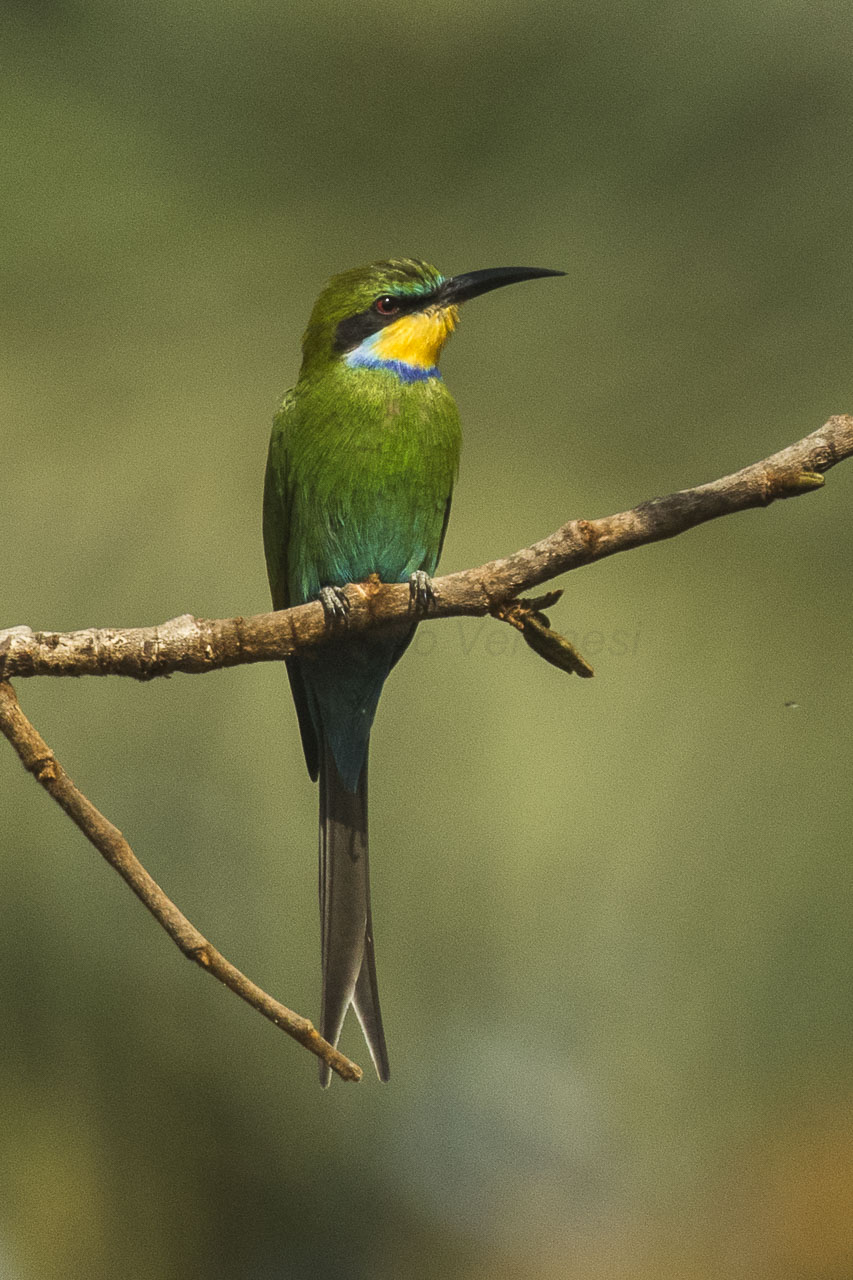
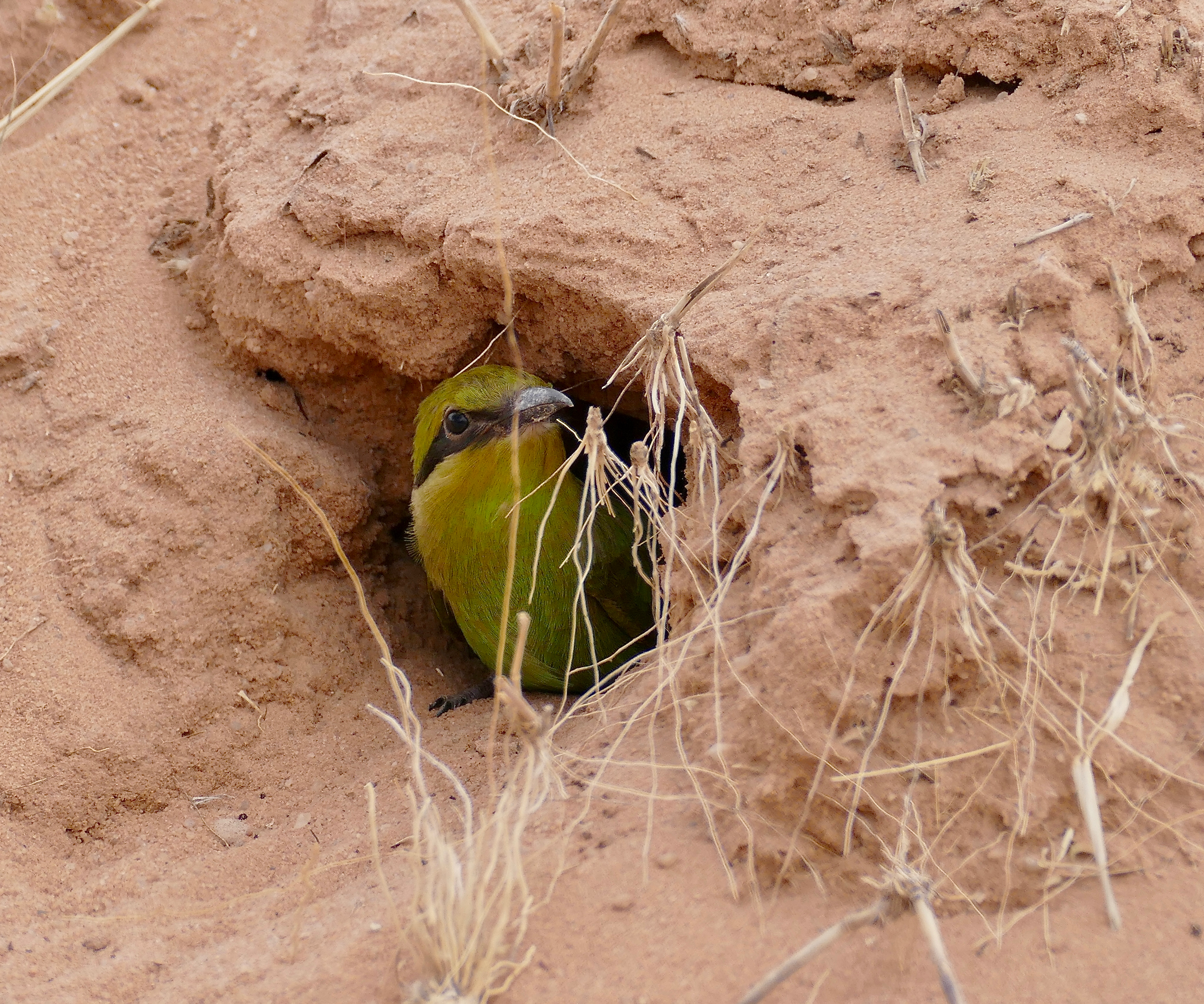